# Alex Rousseau
Alexandra "Alex" Rousseau é uma personagem fictícia do seriado norte americano de suspense/drama Lost da ABC, interpretada por Tania Raymonde. Ela nasceu em 1988, 16 anos antes da queda do voo 815 da Oceanic, mas foi sequestrada pelos outros. Criada por eles, acreditava que sua mãe estava morta. Ela ajudou os sobreviventes do voo 815 muitas vezes, e no final da 3ª temporada ela se integrou ao grupo, junto com Karl e com sua mãe Danielle. A cena da sua morte na série foi considerada por críticos como uma das cenas mais marcantes.